# Ehemaliges Dominikanerinnenkloster (Friesach)

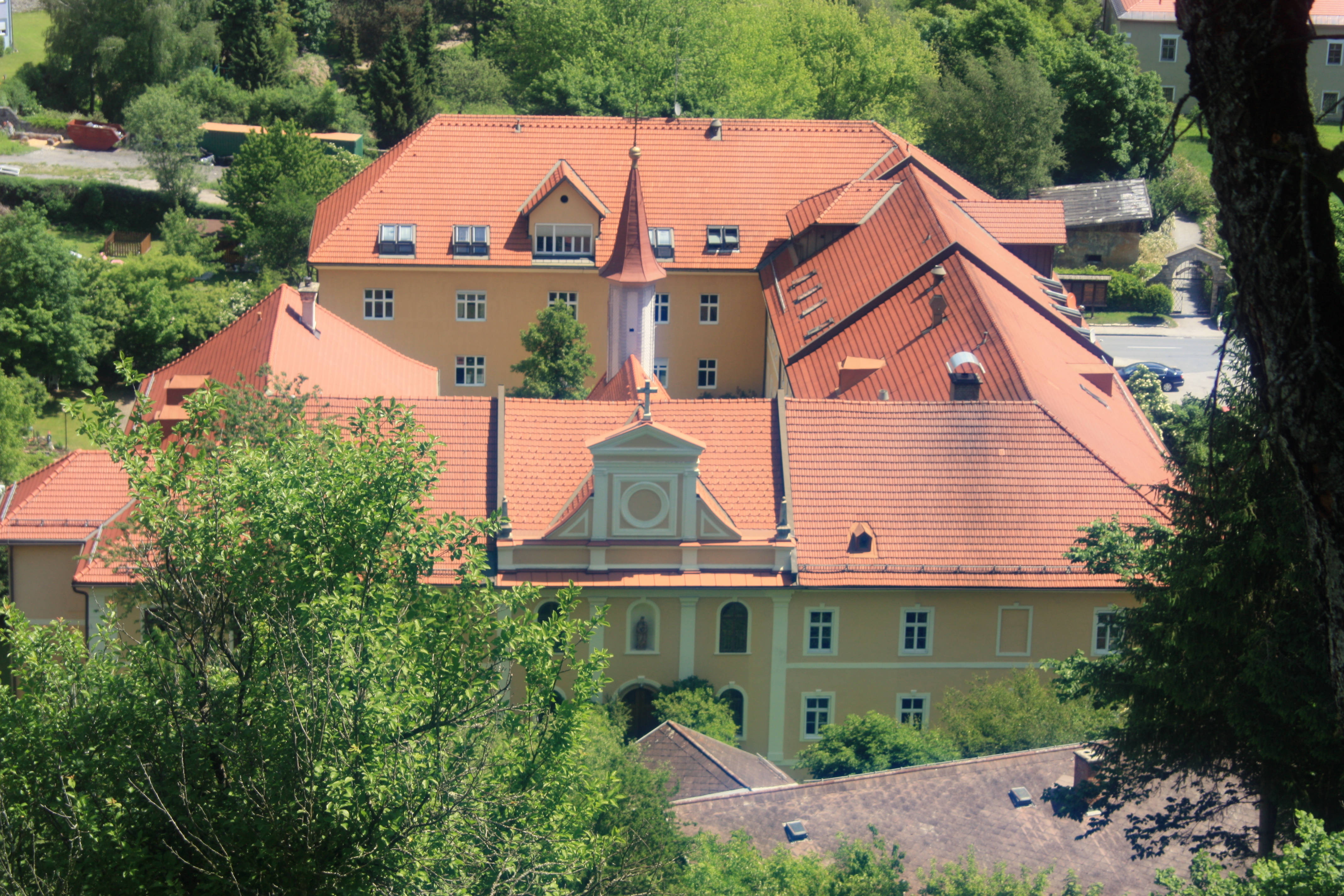
Die Klosteranlage vom Petersberg aus gesehen

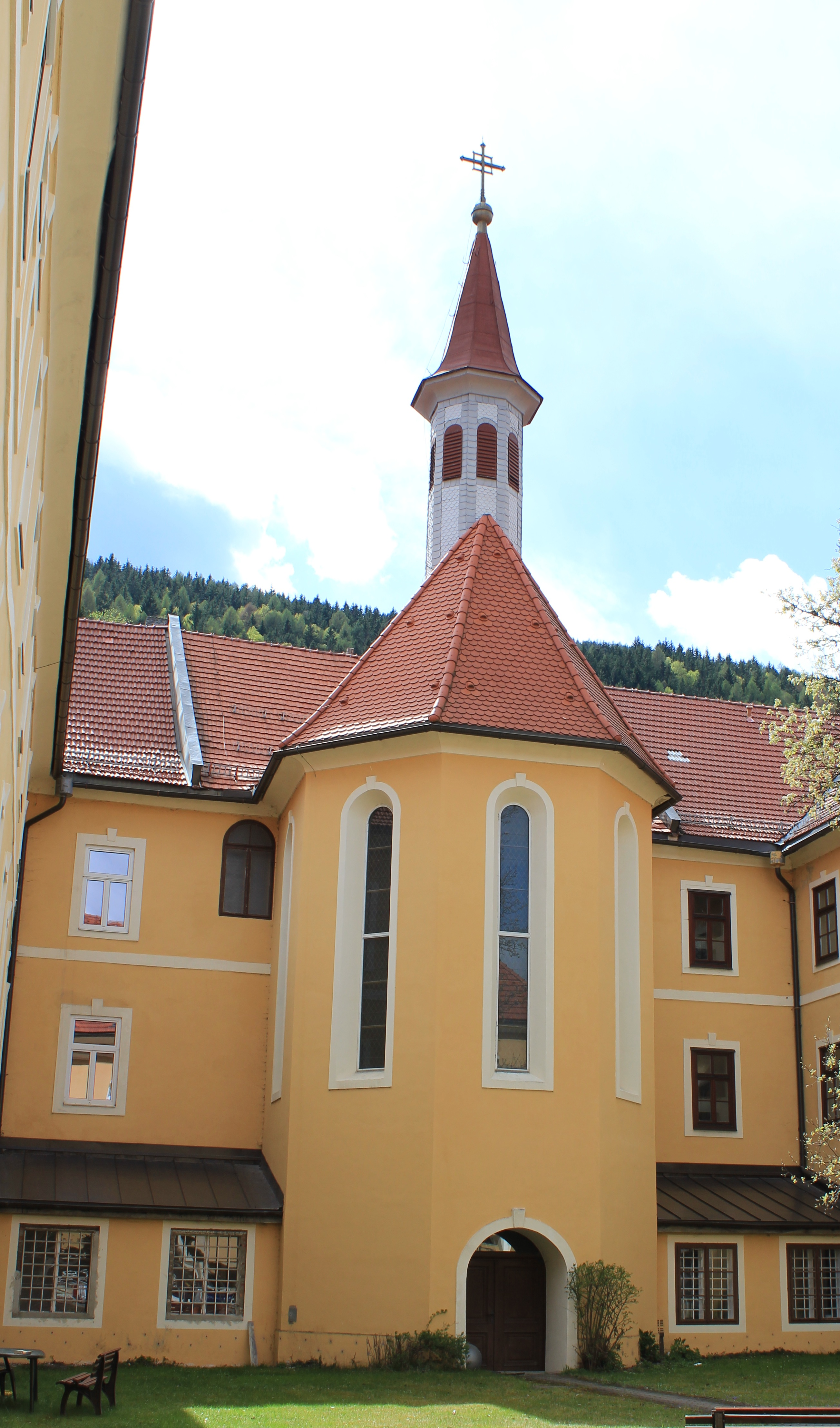
Klosterkapelle

Das ehemalige Dominikanerinnenkloster St. Josef steht an der Neumarkter Straße außerhalb der Stadtmauern im Norden von Friesach. Das Gebäude steht unter Denkmalschutz (Listeneintrag).

## Geschichte
1121 stiftete der Salzburger Erzbischof Konrad I. an diesem Ort ein Spital St. Maria Magdalena. Der Spitalbau wurde zwischen 1124 und 1130 erweitert und 1139 dem Benediktinerkloster Admont geschenkt. 1187 kam das Spital an das Kapitel von St. Bartlmä. Ab 1213 bestand hier eine Niederlassung des Deutschen Ritterordens. Zwischen 1240 und 1323 lebten in dem Gebäudekomplex Beginen. 1323 ließen sich an diesem Ort die Augustinerinnen nieder, deren Kloster 1464 wieder aufgehoben wurde. 1464 gestaltete man die Anlage zur Propstei St. Mauritius und Magdalena um. 1672 erfolgte nach einem Brand ein Neubau mit Hilfe der Kärntner Landstände. 1780 erwarb das Bistum Lavant die Anlage. Nachdem ein Feuer 1804 die Magdalenenkirche zerstört hatte, überließ man das Gebäude dem Verfall. 1887 kauften die Dominikanerinnen die Anlage und bauten 1890 das Kloster um, das nun der österreichischen Union der Dominikanerinnen angehörte. Heute dient das Gebäude als St.Hemma-Haus der Caritas für soziale Zwecke.

## Baubeschreibung
Das Kloster ist ein Bau des späten 17. Jahrhunderts mit einem hufeisenförmigen Grundriss. Die nach Südosten gerichtete, dreigeschoßige Hauptfassade mit 19 Fensterachsen besitzt eine einfache barocke Wandgliederung mit Ortsteinverzierung. Das Marmorrelief mit der Darstellung des Klosters und einem Doppelwappen ist mit 1672 bezeichnet. Die Nischenfigur des heiligen Josef entstand um 1800. Die zweigeschoßige Nordostfassade mit Riesenpilasterordnung und Rundbogenfenster vom Ende des 18. Jahrhunderts besitzt einen dreiachsigen Mittelrisalit mit einer Giebelbekrönung. In der Nische steht eine um 1800 geschaffene Steinfigur der Muttergottes mit Kind. Links vom Portal ist ein gotischer Grabstein von ca. 1300 eingemauert. Die vierachsigen Seitenteile haben eine Wandgliederung des 17. Jahrhunderts.

## Kapelle
Die Kapelle ist eine spätbarocke Anlage vom Ende des 18. Jahrhunderts. Im etwa quadratischen Schiff wurden wohl gegen Ende des 19. Jahrhunderts an drei Seiten Emporen über einer gedrückten Säulenarkatur eingezogen. Über der Empore befindet sich ein Kreuzgratgewölbe auf Säulenstümpfen. An der Unterseite ist die Empore flach ausgebildet. Über dem Chor mit Fünfachtelschluss und hohen Rundbogenfenstern erhebt sich ein Schirmgewölbe.
Die Skulpturen über dem Hauptaltar, ein Kruzifix, eine Rosenkranzkönigin und der heilige Josef schuf im 20. Jahrhundert Johann Lang aus Oberammergau.